# Funisciurus
Genre
Funisciurus est un genre de rongeurs de la famille des sciuridés.

## Liste des espèces
Selon ITIS (2 juin 2016) :
- Funisciurus anerythrus (Thomas, 1890) - Funiscure à dos rayé[2]
- Funisciurus bayonii (Bocage, 1890) - Funisciure de Bocage[2]
- Funisciurus carruthersi Thomas, 1906 - Écureuil de Carruthers[2]
- Funisciurus congicus (Kuhl, 1820) - Funisciure de Kuhl[2]
- Funisciurus duchaillui Sanborn, 1953
- Funisciurus isabella (Gray, 1862) - Écureuil d'Isabella[2]
- Funisciurus lemniscatus (Le Conte, 1857) - Funisciure rayé[réf. nécessaire]
- Funisciurus leucogenys (Waterhouse, 1842) - Funisciure à tête orange[2]
- Funisciurus pyrropus (F. Cuvier, 1833) - Funisciure aux pattes rousses[2]
- Funisciurus substriatus De Winton, 1899 -Funisciure de Kintampo[2]